# Port lotniczy Palonegro
Port lotniczy Palonegro (IATA: BGA, ICAO: SKBG) – międzynarodowy port lotniczy położony w miejscowości Lebrija koło miasta Bucaramanga, w Kolumbii.